# Epicauta maculata
Epicauta maculata är en skalbaggsart som först beskrevs av Thomas Say 1823.  Epicauta maculata ingår i släktet Epicauta och familjen oljebaggar. Inga underarter finns listade i Catalogue of Life.